# Kollagen-Typ 5α3
Kollagen Typ V, alpha 3, auch bekannt als Alpha-3-Typ-V-Kollagen, ist ein fibrilläres Kollagen, das im menschlichen Organismus vom Gen COL5A3 codiert wird. Es ist integraler Bestandteil von Geweben und reguliert die Anordnung von heterotypischen Nervenfasern. Mutationen in diesem Gen werden assoziiert mit dem Ehlers-Danlos-Syndrom, Hypermobiler Typ.

## Funktion
Im Fettgewebe des Rückenfetts von Schweinen spielt COL5A3 als differentiell exprimiertes Gen bei der Adipogenese eine Rolle.
In Mäusen co-lokalisiert sich die Pro-α3(V)-Kette mit Heparansulfat nach einer Verletzung in der Haut, wobei sich Heparansulfat über eine acidische Moleküleinheit der Pro-α3(V)-Kette an die Kette bindet. Deshalb könnte die extrazelluläre Matrix, welche die Pro-α3(V)-Kette beinhaltet, zur Initiation der Wundheilung bei Mäusen benötigt werden.
Die Degradierung von COL5A3 durch MMP9 (englisch matrix metallopeptidase 9) könnte die Anfälligkeit für Ekzeme beeinflussen.